# Vismianthus
Vismianthus ist eine Pflanzengattung aus der Familie der Connaraceae.

## Beschreibung
Vismianthus sind Sträucher bzw. kleine Bäume. Die eigentlich zusammengesetzten Blätter haben nur ein Blättchen sind langgestielt, endständig angeordnet und mit punktförmigen, dunkel markierten Drüsen besetzt. Der Blütenstand ist eine wenigblütige, achselbürtige Traube, die heterodistylen Blüten sind zwittrig und fünfzählig. Die Kronblätter sind kahl, aber besetzt mit Drüsenhaaren, die zehn Staubfäden sind kahl, der Staubbeutel eiförmig, der Griffel behaart. Es gibt nur ein einzelnes, dicht behaartes Fruchtblatt, die Frucht ist ein schwach gestielter, abgeflachter und elliptischer, an den Enden sich verjüngender Balg, der außen annähernd und innen vollständig kahl ist. Bei der Öffnung trennen sich inneres und äußeres Perikarp.
Die eiförmigen Samen sind einzeln an der Innenseite des Balgs befestigt und besitzen eine fleischige Außenschicht, die sogenannte Sarkotesta, sie ist gewellt oder gefranst, hat ein langes Anhängsel und überdeckt den Ansatz des Samens. Das Endosperm ist äußerst dünn, die Radicula ist spitz.

## Verbreitung
Die Gattung ist altweltlich, die Arten finden sich jeweils im Süden Tansanias bzw. in Myanmar.

## Systematik
Die Gattung wird in die Tribus Connareae der Familie gestellt. Es gibt nur zwei Arten:
- Vismianthus punctatus Mildbr.: Sie kommt in Tansania vor.
- Vismianthus sterculiifolius (Prain) Breteler & J.Brouwer: Sie kommt in Myanmar vor.

## Nachweise
- R.H.M.J. Lemmens et al.: Connaraceae. In: Klaus Kubitzki (Hrsg.): The Families and Genera of Vascular Plants. Volume 6: Flowering Plants, Dicotyledons: Celastrales, Oxalidales, Rosales, Cornales, Ericales. Springer, Berlin / Heidelberg / New York 2004, ISBN 3-540-06512-1, S. 74–81 (englisch, eingeschränkte Vorschau in der Google-Buchsuche).
- J. H. Hemsley: Vismianthus. In: Flora of Tropical East Africa, 1956, Online